# Liste der Vereinigungen mit Beteiligungsabsicht an der Bundestagswahl 2013
Nach § 18 (2) des Bundeswahlgesetzes mussten Parteien ihre Beteiligungsabsicht an der Bundestagswahl 2013 bis zum 97. Tag vor der Wahl (17. Juni 2013) dem Bundeswahlleiter anzeigen, sofern sie nicht im Deutschen Bundestag oder einem Landtag seit deren letzter Wahl auf Grund eigener Wahlvorschläge ununterbrochen mit mindestens fünf Abgeordneten vertreten waren.
Die Liste führt alle Parteien und Vereinigungen auf, die diese Beteiligungsanzeige für die Bundestagswahl 2013 eingereicht haben, Die Nummerierung folgt der Reihenfolge des Eingangs der Anzeigen.
Am 4. und 5. Juli hat der Bundeswahlausschuss festgestellt, welche Parteien Wahlvorschläge einreichen dürfen, wenn sie bis zum 15. Juli ausreichend Unterstützungsunterschriften vorweisen können.
CDU, SPD, FDP, LINKE, GRÜNE und CSU waren zu diesem Zeitpunkt bereits im Bundestag, FREIE WÄHLER, NPD und Piraten in Landtagen vertreten und benötigten daher keine Unterstützungsunterschriften und Anzeige der Beteiligungsabsicht, sondern konnten ihre Wahlvorschläge direkt bei den Landeswahlleitern einreichen.
Am 24. Juli entschied das Bundesverfassungsgericht über die Beschwerden von zwölf abgelehnten Parteien. Erfolgreich war hierbei allein die Deutsche Nationalversammlung (DNV). Alle anderen Beschwerden wurden abgewiesen.
Die Landeswahlausschüsse entschieden über die Zulassung der Landeslisten, siehe letzte Spalte für angenommene (und abgewiesene bzw. zurückgezogene) Landeslisten.
| Nummer | Partei bzw. Vereinigung | Entscheidung Bundeswahlausschuss | Rechtsmittel                         | Landeslisten                              |
| ------ | --- | --- | ------------------------------------ | ----------------------------------------- |
| 1.     | Freie Wähler Deutschland (FWD) | Keine Anerkennung, formelle Voraussetzungen nicht erfüllt | Beschwerde beim BVerfG (abgewiesen)  |                                           |
| 2.     | Muslimisch Demokratische Union (MDU) | Keine Anerkennung, formelle Voraussetzungen nicht erfüllt |                                      |                                           |
| 3.     | Bündnis 2013 – Die Reformer | Keine Anerkennung, formelle Voraussetzungen nicht erfüllt |                                      |                                           |
| 4.     | WasserPartei Deutschland-WPD (Die PlanetBlauen)                                                                                              | Keine Anerkennung, Kriterien für Parteieigenschaft nicht erfüllt                                                                                                  |                                      |                                           |
| 5.     | Deutsches Reich (DR) | Keine Anerkennung, formelle Voraussetzungen nicht erfüllt | Beschwerde beim BVerfG (abgewiesen)  |                                           |
| 6.     | Die Violetten (DIE VIOLETTEN) | Anerkennung, u. a. wegen Wahlteilnahmen und 743 Mitgliedern |                                      | 1 (1)                                     |
| 7.     | Bayernpartei (BP) | Anerkennung, u. a. wegen Wahlteilnahmen und knapp 5000 Mitgliedern                                                                                                |                                      | 1                                         |
| 8.     | DEUTSCHE KONSERVATIVE PARTEI (Deutsche Konservative)                                                                                         | Keine Anerkennung, formelle Voraussetzungen nicht erfüllt | Beschwerde beim BVerfG (abgewiesen)  |                                           |
| 9.     | CHRISTLICHE MITTE – Für ein Deutschland nach GOTTES Geboten (CM)                                                                             | Anerkennung, u. a. wegen Wahlteilnahmen und rund 5000 Mitgliedern                                                                                                 |                                      | Keine gültigen Wahlvorschläge eingereicht |
| 10.    | Ab jetzt…Demokratie durch Volksabstimmung (Volksabstimmung)                                                                                  | Anerkennung, u. a. wegen Wahlteilnahmen und rund 450 Mitgliedern                                                                                                  |                                      | 2                                         |
| 11.    | PARTEI MENSCH UMWELT TIERSCHUTZ (Tierschutzpartei)                                                                                           | Anerkennung, u. a. wegen Wahlteilnahmen und 1036 Mitgliedern |                                      | 5                                         |
| 12.    | Eurowählergemeinschaft | Keine Anerkennung, formelle Voraussetzungen nicht erfüllt |                                      |                                           |
| 13.    | Familien-Partei Deutschlands (FAMILIE) | Anerkennung, u. a. wegen Wahlteilnahmen und 1036 Mitgliedern |                                      | 1                                         |
| 14.    | FREIE WÄHLER (FREIE WÄHLER) | Feststellung, dass bereits in einem Landtag vertreten |                                      | 16                                        |
| 15.    | RENTNER Partei Deutschland (RENTNER) | Anerkennung, u. a. wegen Wahlteilnahmen und 758 Mitgliedern |                                      | 3 (1)                                     |
| 16.    | DIE REPUBLIKANER (REP) | Anerkennung, u. a. wegen Wahlteilnahmen und 5503 Mitgliedern |                                      | 10 (2)                                    |
| 17.    | Bündnis 21/RRP | Anerkennung, u. a. wegen Wahlteilnahmen und 743 Mitgliedern |                                      | 3                                         |
| 18.    | Bürgerbewegung pro Deutschland (pro Deutschland)                                                                                             | Anerkennung, u. a. wegen einer Wahlteilnahme und 452 Mitgliedern                                                                                                  |                                      | 13 (3)                                    |
| 19.    | Allianz der Vernunft (ADV) | Keine Entscheidung, da im April 2013 aufgelöst |                                      |                                           |
| 20.    | Kommunistische Partei Deutschlands (KPD) | Anerkennung, u. a. wegen Wahlteilnahmen und 155 Mitgliedern |                                      | Keine gültigen Wahlvorschläge eingereicht |
| 21.    | Erste Partei des Volkes | Keine Anerkennung, formelle Voraussetzungen nicht erfüllt |                                      |                                           |
| 22.    | Frühling-in-Deutschland e. V. (FRÜHLING) | Keine Anerkennung, Kriterien für Parteieigenschaft nicht erfüllt                                                                                                  |                                      |                                           |
| 23.    | Partei der Bedrängten (PdB) | Keine Anerkennung, Kriterien für Parteieigenschaft nicht erfüllt                                                                                                  | Beschwerde beim BVerfG (abgewiesen)  |                                           |
| 24.    | DIE RECHTE | Anerkennung, u. a. wegen rund 300 Mitgliedern |                                      | 1                                         |
| 25.    | Nein!-Idee (NEIN!) | Anerkennung (Anerkennung bejaht durch 5 Mitglieder des Bundeswahlausschusses), u. a. wegen einer Wahlteilnahme und 61 Mitgliedern                                 |                                      | Wahlteilnahme nur mit Direktkandidaten    |
| 26.    | Die GERADE Partei (DGP) | Keine Anerkennung (Anerkennung bejaht durch 3 Mitglieder des Bundeswahlausschusses und Enthaltung eines Mitglieds), Kriterien für Parteieigenschaft nicht erfüllt |                                      |                                           |
| 27.    | Partei für Arbeit, Rechtsstaat, Tierschutz, Elitenförderung und basisdemokratische Initiative (Die PARTEI)                                   | Anerkennung, u. a. wegen Wahlteilnahmen und rund 9000 Mitgliedern                                                                                                 |                                      | 5 (3)                                     |
| 28.    | Ökologisch-Demokratische Partei (ÖDP) | Anerkennung, u. a. wegen Wahlteilnahmen und rund 6000 Mitgliedern                                                                                                 |                                      | 8 (2)                                     |
| 29.    | Demokratische Unabhängige Wählervereinigung (DUW)                                                                                            | Keine Anerkennung, Kriterien für Parteieigenschaft nicht erfüllt                                                                                                  |                                      | 0 (1)                                     |
| 30.    | Bund für Gesamtdeutschland (BGD) | Anerkennung (Anerkennung bejaht durch 6 Mitglieder des Bundeswahlausschusses), u. a. wegen sechs Wahlteilnahmen und rund 80 Mitgliedern                           |                                      | Wahlteilnahme nur mit Direktkandidaten    |
| 31.    | Bürgerrechtsbewegung Solidarität (BüSo) | Anerkennung, u. a. wegen Wahlteilnahmen und rund 1000 Mitgliedern                                                                                                 |                                      | 6                                         |
| 32.    | Die Neue Demokratie (DND) | Keine Anerkennung, Kriterien für Parteieigenschaft nicht erfüllt                                                                                                  |                                      |                                           |
| 33.    | Aufbruch C – Christliche Werte für eine menschliche Politik (Aufbruch C)                                                                     | Keine Anerkennung (Anerkennung bejaht durch 2 Mitglieder des Bundeswahlausschusses), Kriterien für Parteieigenschaft nicht erfüllt                                |                                      | 0 (1)                                     |
| 34.    | Deutsche Nationalversammlung (DNV) | Keine Anerkennung (Anerkennung bejaht durch 3 Mitglieder des Bundeswahlausschusses), formelle Voraussetzungen nicht erfüllt                                       | Beschwerde beim BVerfG (erfolgreich) | Keine gültigen Wahlvorschläge eingereicht |
| 35.    | SustainableUnion (SU) | Keine Anerkennung, formelle Voraussetzungen nicht erfüllt | Beschwerde beim BVerfG (abgewiesen)  |                                           |
| 36.    | Partei Bibeltreuer Christen (PBC) | Anerkennung, u. a. wegen Wahlteilnahmen und rund 2500 Mitgliedern                                                                                                 |                                      | 2 (1)                                     |
| 37.    | Alternative für Deutschland (AfD) | Anerkennung, u. a. wegen rund 13.000 Mitgliedern |                                      | 16                                        |
| 38.    | Union der Menschlichkeit (U.d.M.) | Keine Anerkennung (Anerkennung bejaht durch 1 Mitglied des Bundeswahlausschusses), Kriterien für Parteieigenschaft nicht erfüllt                                  | Beschwerde beim BVerfG (abgewiesen)  |                                           |
| 39.    | Bündnis für Innovation & Gerechtigkeit (BIG)                                                                                                 | Anerkennung, u. a. wegen Wahlteilnahmen und rund 700 Mitgliedern                                                                                                  |                                      | 3 (1)                                     |
| 40.    | Partei Gesunder Menschenverstand Deutschland (GMD)                                                                                           | Anerkennung, u. a. wegen rund 400 Mitgliedern |                                      | Keine gültigen Wahlvorschläge eingereicht |
| 41.    | Immigranten-Deutsche-Partei Deutschlands (IDPD)                                                                                              | Keine Anerkennung, Kriterien für Parteieigenschaft nicht erfüllt                                                                                                  |                                      |                                           |
| 42.    | Deutsche Kommunistische Partei (DKP) | Anerkennung, u. a. wegen Wahlteilnahmen und rund 3500 Mitgliedern                                                                                                 |                                      | Wahlteilnahme nur mit Direktkandidaten    |
| 43.    | Marxistisch-Leninistische Partei Deutschlands (MLPD)                                                                                         | Anerkennung, u. a. wegen Wahlteilnahmen und rund 2300 Mitgliedern                                                                                                 |                                      | 16                                        |
| 44.    | Partei für Soziale Gleichheit, Sektion der Vierten Internationale (PSG)                                                                      | Anerkennung, u. a. wegen Wahlteilnahmen und rund 260 Mitgliedern                                                                                                  |                                      | 3                                         |
| 45.    | Piratenpartei Deutschland (PIRATEN) | Feststellung, dass bereits in einem Landtag vertreten |                                      | 16                                        |
| 46.    | Jahw Partei / Neue Soziale Union / Freie Soziale Union                                                                                       | Keine Anerkennung, formelle Voraussetzungen nicht erfüllt | Beschwerde beim BVerfG (abgewiesen)  |                                           |
| 47.    | Bergpartei, die „ÜberPartei“ (B) | Anerkennung (Anerkennung bejaht durch 9 Mitglieder des Bundeswahlausschusses), u. a. wegen einer Wahlteilnahme und rund 250 Mitgliedern                           |                                      | Wahlteilnahme nur mit Direktkandidaten    |
| 48.    | DIE ALTERNATIVEN | Keine Anerkennung, Kriterien für Parteieigenschaft nicht erfüllt                                                                                                  |                                      | 0 (1)                                     |
| 49.    | Partei der Nichtwähler | Anerkennung (Anerkennung bejaht durch 7 Mitglieder des Bundeswahlausschusses), u. a. wegen rund 340 Mitgliedern                                                   |                                      | 1                                         |
| 50.    | Partei der Vernunft | Anerkennung, u. a. wegen einer Wahlteilnahme und zwischen 600 und 900 Mitgliedern                                                                                 |                                      | 4 (7)                                     |
| 51.    | Islamische Demokratische Union (IDU) | Keine Anerkennung, formelle Voraussetzungen nicht erfüllt |                                      |                                           |
| 52.    | DIE AKTIVEN (DA) | Keine Anerkennung, formelle Voraussetzungen nicht erfüllt | Beschwerde beim BVerfG (abgewiesen)  |                                           |
| 53.    | Anarchistische Pogo-Partei Deutschlands (APPD)                                                                                               | Keine Anerkennung, formelle Voraussetzungen nicht erfüllt |                                      |                                           |
| 54.    | Feministische Partei DIE FRAUEN (DIE FRAUEN)                                                                                                 | Anerkennung, u. a. wegen einer Wahlteilnahme und 376 Mitgliedern                                                                                                  |                                      | 1                                         |
| 55.    | GRAUE PANTHER Deutschland (GRAUE PANTHER) | Keine Anerkennung, Kriterien für Parteieigenschaft nicht erfüllt                                                                                                  | Beschwerde beim BVerfG (abgewiesen)  |                                           |
| 56.    | DIE.NÄCHSTEN | Keine Anerkennung, formelle Voraussetzungen nicht erfüllt | Beschwerde beim BVerfG (abgewiesen)  |                                           |
| 57.    | Alternative Partei | Keine Anerkennung, formelle Voraussetzungen nicht erfüllt (u. a. Fristversäumnis)                                                                                 |                                      |                                           |
| 58.    | NEUE MITTE (NM) | Anerkennung, u. a. wegen rund 500 Mitgliedern |                                      | Keine gültigen Wahlvorschläge eingereicht |
| 59.    | Deutsche Gerechtigkeits Partei (DGP) | Keine Anerkennung, formelle Voraussetzungen nicht erfüllt |                                      |                                           |
| 60.    | a) 0 % Hürdenpartei b) Alle sonstigen Parteien und Wählergruppen (ALLE) c) 146 GG Verfassungs-Volksentscheid JETZT oder WIDERSTAND, 20 IV GG | Keine Anerkennung, formelle Voraussetzungen nicht erfüllt (u. a. Fristversäumnis)                                                                                 | Beschwerde beim BVerfG (abgewiesen)  |                                           |
| 61.    | Menschenrechtspartei (MRP) | Keine Anerkennung, formelle Voraussetzungen nicht erfüllt (u. a. Fristversäumnis)                                                                                 |                                      |                                           |
| 62.    | Partei für Recht und Soziale Gleichheit (PRSG)                                                                                               | Keine Anerkennung, formelle Voraussetzungen nicht erfüllt (u. a. Fristversäumnis)                                                                                 |                                      |                                           |
| -      | Deutsche Zentrumspartei (ZENTRUM) | Keine Anzeige der Wahlteilnahme |                                      | 0 (1)                                     |